# Bo Derek
Bo Derek (født Mary Cathleen Collins 20. november 1956) er en amerikansk film- og tv-skuespiller samt filmproducer og fotomodel, der nok er mest kendt for sin gennembrudsrolle i filmen 10 fra 1979. Fra filmen blev der udgivet en plakat af Derek i badedragt, hvilket var medvirkende til at gøre hende til et af de mest fremtrædende sexsymboler i 1980'erne. Hun spillede med i en række film instrueret af ægtemanden John Derek, bl.a. Tarzan, abernes konge (1981), Bolero (1984) og Ghosts Can't Do It (1989), alle film, der ikke opnåede specielt gode anmeldelser. 
Efter John Dereks død har hun, siden begyndelsen af 2000'erne, levet sammen med skuespillerkollegaen John Corbett. Hun optræder stadig i  film, tv-dramatik og dokumentarprogrammer.

## Filmografi
Spillefilm
- Orca – dræberhvalen (1977)
- 10 (1979)
- Forandring fryder (1981)
- Fantasies (1981, indspillet i 1973)
- Tarzan, abernes konge (1981)
- Bolero (1984)
- Ghosts Can't Do It (1989)
- Woman of Desire (1993)
- Tommy Boy (1995)
- Sunstorm (2001)
- Frozen with Fear (2001)
- Horror 101 (2001)
- The Master of Disguise (2002)
- Malibu's Most Wanted (2003)
- Boom (2003)
- Life in the Balance (2004)
- Crusader (2005)
- Highland Park (2012)
- 5 Weddings (2017)

Tv
Bo Derek har medvirket i en række tv-serier i et enkelt eller ganske få afsnit, blandt andet To fyre og en pige og Nærmest lykkelig. Hun har medvirket mere fast i en enkelt serie:
- Fashion House (2006, 40 episoder)